# Памлико (залив)
Па́млико (англ. Pamlico Sound) — залив в Северной Каролине, крупнейшая лагуна восточного побережья США. Длина — 129 км, ширина — 48 км. Залив отделён от Атлантического океана цепью низких песчаных дюн Внешних отмелей, включая мыс Хаттерас. С запада в залив впадают реки Ньюс и Памлико (фактически дельта реки Тар). Залив Памлико соединяется с заливом Албемарл через проливы Роанок и Кроатан. Мелководный залив с отмелями опасен для крупного судоходства. Из-за мелководности залив также сильно подвержен влиянию приливов и отливов, особенно когда они совпадают с направлением ветров.
Итальянский мореплаватель Джованни да Верраццано принял залив за выход в Тихий океан.
По лагуне проходит восточная часть Берегового канала.